# Шеф де бригад
Шеф де бригад (фр. chef de brigade) — воинское звание, некоторое время (1793—1803) существовавшее во французской армии; соответствует званию полковника, также эквивалентно званию старшего полковника.

## Подробнее
В 1793 г. революционная Франция отказалась от терминов полк (фр. régiment) и полковник (фр. colonel); полки стали именоваться полубригадами (фр. demi-brigade), а их командиры — шеф де бригад. 
Но в преддверии создания Империи в 1803 г. было решено вернуться к прежним обозначениям: полубригада снова стала полком, а шеф де бригад — полковником. Сами полки в дальнейшем приобрели отличный от прежних вид.